# Gila (band)
Gila was een Duitse progressieve-rockband uit Stuttgart, die bestond van 1969 tot 1974.

## Bezetting
Oprichters
- Wolf Conrad 'Conny' Veit (zang, gitaar)
- Walter Wiederkehr (basgitaar)
- Daniel Alluno (drums)
- Fritz Scheyhing (mellotron, orgel)

Laatste bezetting
- Wolf Conrad 'Conny' Veit (zang, gitaar, fluit, moog-synthesizer)
- Sabine Merbach (zang)
- Daniel Fichelscher (drums, percussie, basgitaar)
- Florian Fricke (mellotron, piano)

## Geschiedenis
Gila werd in 1969 geformeerd in Stuttgart. Tot de eerste bezetting behoorden Wolf Conrad Veit, Walter Wiederkehr, Fritz Scheyhing en Daniel Alluno. Door live-optredens bekend geworden, bracht de band twee jaar later hun eerste gelijknamige lp uit, die in de toenmalige tijd was beïnvloed door psychedelische muziek. Producent van het album was Dieter Dierks. Het album verscheen op een platenlabel van BASF en telt tegenwoordig als veelgezocht verzamelobject. Later werd het album door Fonoteam nieuw opgenomen.
Kort voor hun ontbinding in 1972 speelde Gila live in de nachtmuziek van de WDR. Dit optreden van 26 februari 1972, waarbij alleen nieuwe muzieknummers werden gespeeld, werd later door Garden of Delight op cd uitgebracht. De frontcover werd gemaakt door Wolf Conrad Veit. Na de ontbinding speelde Alluno bij Sameti en Veit bij Popol Vuh.
De band werd in 1973 opnieuw geformeerd. Naast Veit bestond Gila uit zijn toenmalige partner Sabine Merbach, Daniel Fichelscher en Florian Fricke (beiden van Popol Vuh). De lp Bury My Heart At Wounded Knee is muzikaal niet te vergelijken met de eerste beide platen. Het betreft hier folkachtige muziekstukken, die zijn gebaseerd op het boek van Dee Brown, dat zich bezig houdt met de onderdrukking van de Indianen in Noord-Amerika.
In de zomer van 1974 werd de band definitief ontbonden. Veit was vervolgens onder andere actief bij Amon Düül II, Guru Guru en Coney Island.

## Discografie

### Albums
- 1971: Gila (BASF)
- 1973: Bury My Heart at Wounded Knee (Warner Bros. Records)
- 1999: Night Works (Garden of Delights, livealbum met opnamen van 1972)